# Villa Ana (Santa Fe)
Villa Ana is een plaats in het Argentijnse bestuurlijke gebied General Obligado in de provincie Santa Fe. De plaats telt 3.768 inwoners.